# Alticus kirkii
Alticus kirkii és una espècie de peix de la família dels blènnids i de l'ordre dels perciformes.

## Morfologia
- Els mascles poden assolir 11 cm de longitud total.[4][5]

## Reproducció
És ovípar.

## Hàbitat
És un peix marí de clima tropical.

## Distribució geogràfica
Es troba des de Moçambic i Reunió fins a l'Índia, incloent-hi el Golf Pèrsic.